# Silvio Zavala
Silvio Arturo Zavala Vallado (Mérida, 7 febbraio 1909 – Città del Messico, 5 dicembre 2014) è stato uno storico messicano.

## Biografia
Nel 1938 fondò la Rivista di Storia Americana, di cui tenne la direzione fino al 1965; altresì assunse nel 1946 la presidenza dell’Istituto panamericano di storia e geografia, dimettendosi poi nel 1965. Nel 1956 iniziò una proficua collaborazione con l'UNESCO, concludendola solo nel 1962. Ottenne poi nel 1966 l'incarico di ambasciatore messicano in Francia. Cessò la carica nel 1975, ritirandosi a vita privata. Nelle sue opere spicca una notevole analisi di storia delle idee.

## Opere
- Las instituciones jurídicas en la conquista de América, Madrid, 1935.
- La encomienda indiana, Madrid, 1935.
- Fuentes para la historia del trabajo en Nueva España, México, 1939-1946.
- Ideario de Vasco de Quiroga, México, 1941.
- New Viewpoints on the Spanish Colonization of America, Philadelphia, University of Pennsylvania Press, 1943.
- Ensayos sobre la colonización española en América, Buenos Aires, 1944.
- La filosofía política en la conquista de América, México, 1947.
- Aproximaciones a la historia de México, México, 1953.
- Sir Thomas More in New Spain: A Utopian Adventure of the Renaissance, Londres, Canning House, 1955.
- La defensa de los derechos del hombre en América Latina (siglos XVI-XVIII), París, Unesco, 1963.
- Recuerdo de Vasco de Quiroga, México, D. F., Editorial Porrúa, 1965.
- El Mundo Americano en la Época Colonial, México, Editorial Porrúa, 1968.
- Orígenes de la colonización en el Río de la Plata, México, D. F., El Colegio Nacional, 1978.